# Tichwin
Tichwin (ros. Тихвин) – miasto w Rosji, w obwodzie leningradzkim, nad Tichwinką.
Miasto jest dość dużym centrum przemysłowym i kulturalnym, węzłem komunikacyjnym. W mieście rozwinął się przemysł maszynowy, metalowy, materiałów budowlanych oraz drzewny.
Urodził się tutaj kompozytor Nikołaj Rimski-Korsakow.

## Demografia
- 2006 – 61 700
- 2008 – 61 200
- 2021 – 57 327[3]

## Miasta partnerskie
- Imatra, Finlandia
- Hérouville-Saint-Clair, Francja
- Trosa, Szwecja